# Aeroportul Municipal Miami
Aeroportul Municipal Miami (IATA: MIO, ICAO: KMIO, FAA LID: MIO) este un aeroport din Oklahoma, Statele Unite ale Americii ce deservește zona Miami⁠(d). A fost numit după zona deservită.
Situat la o altitudine de 246 m, aeroportul dispune de 1 pistă.

## Infrastructură

### Piste
Aeroportul dispune de o singură pistă. Pista 17/35 are suprafața de asfalt și dimensiunile 5.020 picioare × 100 picioare. 